# Tillandsia flavobracteata
Tillandsia flavobracteata là một loài thuộc chi Tillandsia. Đây là loài đặc hữu của México.